# Melchior Hofman
Melchior Hofmann (Schwäbisch Hall, 1495 — Estrasburgo, 19 de Novembro de 1543) foi um profeta anabatista e um líder visionário no norte da Alemanha e na Holanda.
Seus biógrafos costumam dar seu sobrenome como Hofmann; em suas obras impressas, às vezes aparece como Hoffman e em seus manuscritos como Hoffmann.

## Vida

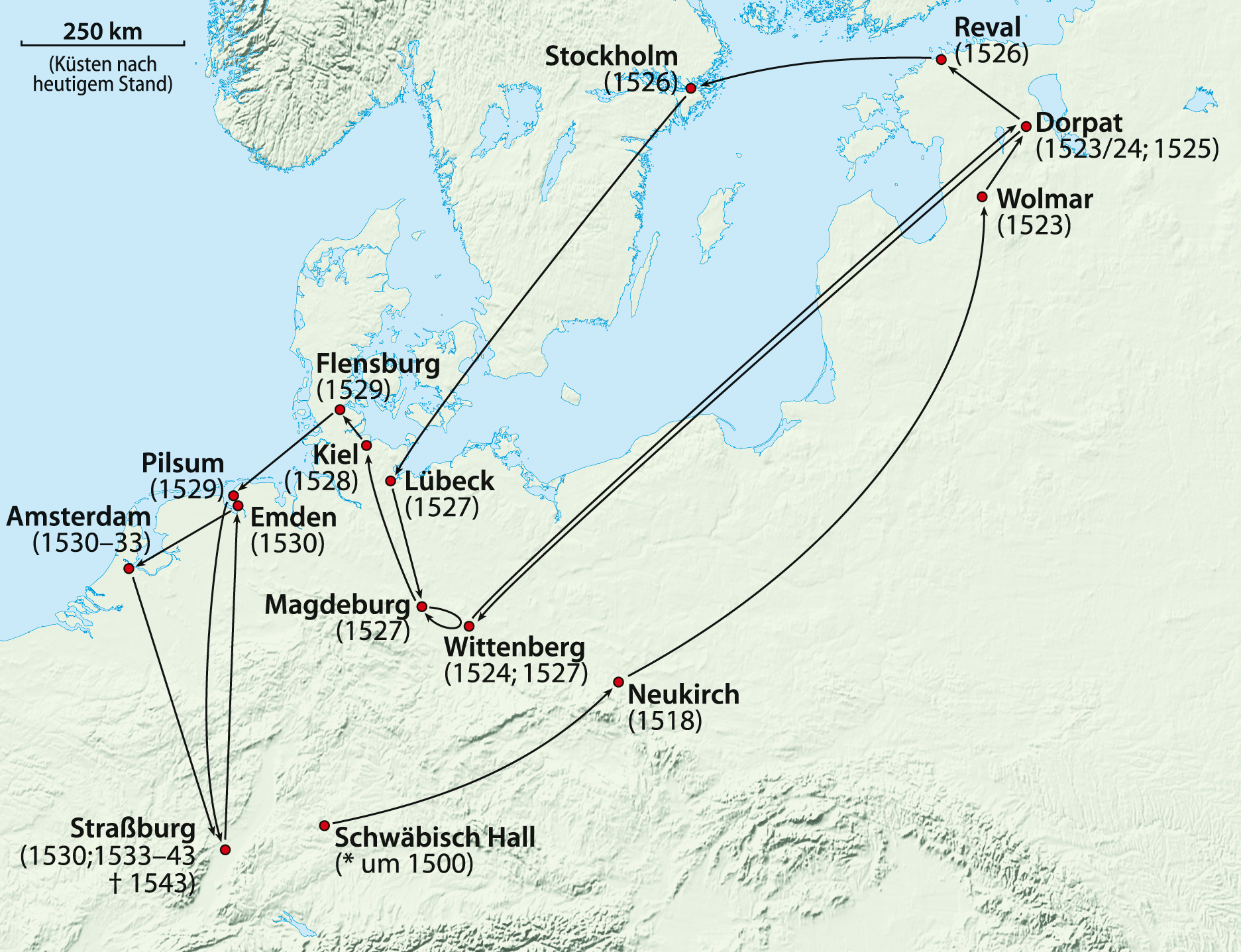
Viagens de Melchior Hoffman

Hoffman nasceu na Suábia, na cidade imperial livre de Schwäbisch Hall, no sudoeste da Alemanha, provavelmente na última década do século XV. Seus pais conseguiram lhe proporcionar apenas os rudimentos de uma educação, e ele logo se tornou aprendiz de um peleiro.
Com a boa recepção dos representantes da Reforma Protestante na cidade de Schwäbisch Hall, Johannes Brenz, que já havia demonstrado apoio às ideias de Martinho Lutero em Heidelberg, foi escolhido como pastor em Hall. Hofmann também apoiou a Reforma com muito entusiasmo, e se dedicou a espalhar as novas doutrinas. A adoção de algumas ideias consideradas excêntricas o levou a entrar em conflito com os pregadores tradicionais da Igreja, porém, Hofmann sempre se mostrou firme em sua fé, buscando se basear na Palavra de Deus.
Interesses comerciais o levaram à Livônia, uma das três províncias bálticas da Rússia, onde os habitantes são majoritariamente alemães. Com a escassez de pregadores luterados naquele local, Hofmann parece ter iniciado um trabalho ativo como professor leigo da nova fé. Porém, logo se deparou com a oposição e, em Wolmar, acabou por ser preso e encarcerado. Banido do local, decidiu seguir para Dorpat no outono de 1524, guiado, como acreditava, por um chamado divino. No entanto, o conselho da cidade recusou-se a permitir que ele pregasse sem obter o endosso de teólogos aprovados, o que o fez seguir para Riga, onde obteve um certificado de dois dos mais influentes estudiosos bíblicos da Livônia, Andreas Knöpken e Sylvester Tegetmeier. Não satisfeito, porém, partiu para Vitemberga, onde chegou em meados de junho e obteve do próprio Lutero as credenciais que buscava, retornando com elas a Dorpat, e também com uma carta pastoral endereçada por Lutero aos livônios. Apesar de tais credenciais, no entanto, Hofmann logo se viu em conflito com os pastores tradicionais, devido a suas opiniões sobre a breve vinda de Cristo que, apesar disso, não eram peculiares, já que o próprio Lutero havia expressado a opinião de que o mundo logo chegaria ao fim.
Vendo-se obrigado a deixar Dorpat, foi a seguir para Reval. No entanto, graças a relatos dos pastores luteranos em Dorpat sobre seus ensinamentos, Hofmann não demorou a perceber que não havia mais lugar para ele, quer em Reval, quer na Igreja Evangélica da Livônia. Hofmann então decidiu ir para Estocolmo, na Suécia, onde acredita-se ter chegado no início de 1526. Ali, encontrou trabalho entre os residentes alemães da cidade, que o tornaram seu pregador. Durante o período que passou em Estocolmo, Hofmann publicou duas obras: uma dirigida aos livônios, alertando-os contra falsas doutrinas, e outra, uma interpretação do capítulo 12 do Livro de Daniel. Nesta última, defendeu as doutrinas fundamentais da Teologia Luterana, a justificação da fé e a predestinação absoluta. Ao mesmo tempo, suas visões sobre a proximidade do fim do mundo aparecem: a "Grande Tribulação" estava chegando ao fim, sendo o período designado por Hofmann o ano de 1533, fato para o qual acreditava ter fundamento nas Escrituras.
No início do ano de 1527, após deixar Estocolmo, Hofmann seguiu para Lübeck, onde suas opiniões novamente foram motivo de uma feroz oposição, que fez com que fosse obrigado a deixar o local. Em seguida, seguiu para Holsácia, na Dinamarca, local onde a plena liberdade religiosa havia sido decretada, e onde Hofmann pôde desfrutar de tal decreto, pregando a palavra conforme as oportunidades lhe apareciam, mesmo sem ocupar nenhum cargo oficial. Ali, encontrou o favor do rei Frederico I, e foi designado por ordenança real para pregar o Evangelho em Quiel.[carece de fontes?] Ele foi provavelmente o primeiro impressor da cidade. Ele foi extravagante em suas denúncias e desenvolveu uma visão zwingliana da Eucaristia.[carece de fontes?]
O próprio Lutero ficou alarmado com isso. Em um colóquio de pregadores em Flensburg em 8 de abril de 1529, Hoffman, John Campanus e outros foram colocados em sua defesa. Hoffman sustentou — contra a "magia" da interpretação luterana —, que a função da Eucaristia, como a de pregar, nada mais é do que um apelo à união espiritual com Cristo. Recusando-se a se retratar, ele foi banido. 
Em seu caminho para Estrasburgo, ele foi bem recebido, até que suas tendências anabatistas se tornaram aparentes. Ele se juntou aos anabatistas da cidade e, segundo Estep, foi rebatizado em abril de 1530.
Em maio, ele viajou para a Frísia Oriental, onde estabeleceu igrejas e batizou cerca de 300 pessoas. Ele mantinha relações com Schwenkfeld e com Karlstadt, mas assumiu um papel profético próprio. Em 1532, ele fundou uma comunidade em Emden, garantindo um grande número de seguidores de artesãos. 
Por causa da profecia de um velho que previa seis meses de prisão para ele, ele retornou na primavera do ano seguinte a Estrasburgo, onde há referência à sua esposa e filho. Ele ganhou de seu estudo do Apocalipse a crença de que o Senhor voltaria lá em 1533 e recebeu uma visão de "ressurreições" do cristianismo apostólico, primeiro sob John Hus, e agora sob ele mesmo. O ano de 1533 inauguraria a nova era; Estrasburgo seria a sede da Nova Jerusalém. 
Quando, entretanto, ele profetizou que o retorno de Cristo seria precedido por uma purificação dos ímpios, Hoffman foi visto como um revolucionário. Ao ser examinado, ele negou que tivesse feito causa comum com os anabatistas e afirmou não ser nenhum profeta, mas uma mera testemunha do Altíssimo, mas recusou os artigos de fé que lhe foram propostos pelo sínodo provincial.
A profecia fracassada de Hoffman sobre o retorno de Cristo contribuiu significativamente para a Rebelião de Münster (1533–1534), da qual ele é visto como um dos autores. Dois de seus seguidores, Jan van Matthijs e Jan van Leiden, proclamaram que Hoffman estava errado nas questões de tempo e lugar exatos, onde Cristo voltaria e reinaria, e nomearam Münster como o local correto.
Como consequência do terror inspirado pela rebelião e sua selvagem repressão, Hoffman, junto com Claus Frey, outro anabatista, foi detido na prisão. Embora o sínodo tenha feito um esforço adicional para recuperá-lo em 1539, ele permaneceu lá pelo resto de sua vida, até sua morte em 1543.

## Ensinamentos e influência
Hoffman foi importante em pelo menos um aspecto do desenvolvimento dos menonitas. Ele adotou os pontos de vista de Kaspar Schwenkfeld von Ossig a respeito da encarnação de Jesus e ensinou o que foi chamado de "carne celestial de Cristo". Menno Simons aceitou essa visão, provavelmente recebida dos pacíficos Melchiorites Obbe e Dirk Philips, e se tornou a crença geral dos anabatistas holandeses no primeiro século de sua existência.
Hoffman escreveu um comentário sobre o livro de Daniel em 1526. Duas de suas publicações com títulos semelhantes de 1530 - "Weissagung aus heiliger gotlicher geschrift" (Profecia da Sagrada Escritura Divina) e "Profecia de Weissagung vsz warer heiliger gotlicher schrifft" (Profecia das Escrituras Verdadeiras, Sagradas e Divinas) - são notáveis por terem influenciado Menno Simons e David Joris. Bock o trata como um antitrinitário, por motivos que Robert Wallace considera inconclusivos. Trechsel o inclui entre os pioneiros de algumas das posições de Servet.
Seus seguidores eram conhecidos como hoffmanitas ou melquioritas.

## Trabalhos (seleção)
- Das XII Capitel des propheten Danielis außgeleget / vnd das evangelion des andern sondages / gefallendt im Aduent / vnnd von den zeychenn des iüngsten gerichtes / auch vom sacrament / beicht vnd absolution / eyn schone vnterweisung an die in Lieflandt vnd eym yden christen nutzlich zu wissen (1526)

- Weissagung usz heiliger götlicher geschrifft. Von den trubsalen dieser letsten zeit. Von der schweren hand vnd straff gottes über alles gottloß wesen. Von der zukunfft des Türkischen Thirannen vnd seines gantzen anhangs. Wie er sein reiß / vnnd volbringen wirt / vns zu einer straff / vnnd rutten. Wie durch Gottes gwalt sein niderlegung vnnd straff entpfahen wirt (1529)

- Auslegung der heimlichen Offenbarung Joannis des heyligen Apostels vnnd Euangelisten (1530)

- Die Ordonnantie Godts / De welckw hy / door zijnen Soone Christum Jesum / inghestelt ende bevestigt heeft / op die waerachtige Discipulen des eeuwigen woort Godts (1530)

- Verclaringe van den geuangenen ende vrien wil des menschen / wat ook die waerachtige gehoorsaemheyt des gheloofs / ende warachtighen eewighen Euangelions sy (ca. 1532)

- Van der waren hochprachtlichen eynigen magestadt gottes / vnnd vann der worhafftigen menschwerdung des ewigen wortzs vnd Suns des allerhochsten / eyn kurtze zeucknus vnd anweissung allen liebhabern der eigen worheit (1532)

- Die edele hoghe ende trostlike sendebrief / den die heylige Apostel Paulus to den Romeren gescreuen heeft / verclaert ende ganz vlitich [= „fleißig“] mit ernste van woort to woorde wtgelecht Tot eener costeliker nuttichheyt [= „Nützlichkeit“] ende troost allen godtvruchtigen [= „gottesfürchtigen“] liefhebbers der eewighen onentliken [= „unendlichen“] waerheyt (1533)

## Literatura (seleção)
- Barthold Nicolaus Krohn: Geschichte der Fanatischen und Enthusiastischen Wiedertäufer vornehmlich in Niederdeutschland. Melchior Hofmann und die Secte der Hofmannianer. Leipzig 1758 (auch online verfügbar bei Google Books).
- Friedrich Wilhelm Bautz: Melchior Hofman. Em: Biographisch-Bibliographisches Kirchenlexikon (BBKL).
- Klaus Deppermann: Melchior Hoffman. Soziale Unruhen und apokalyptische Visionen im Zeitalter der Reformation. Göttingen 1979.
- Klaus Deppermann: Melchior Hoffman: Widersprüche zwischen lutherischer Obrigkeitstreue und apokalyptischen Traum. In: Hans-Jürgen Goertz (Hrsg.): Radikale Reformatoren. München 1978. S. 155–166.
- Klaus Deppermann: Art. Hoffmann, Melchior. In: Theologische Realenzyklopädie, Bd. 15 (1986), S. 470–473.
- Gregor Helms: Melchior Hofmann in Ostfriesland. Hamburg 1976.
- Heinrich Holtzmann (1880). "Hoffman, Melchior". In Allgemeine Deutsche Biographie (ADB) (em alemão). 12. Leipzig: Duncker & Humblot. pp. 636–637.
- Peter Kawerau: Melchior Hofmann als religiöser Denker. Haarlem 1954.
- Peter Kawerau: Artikel Melchior Hofmann, In: Religion in Geschichte und Gegenwart (RGG), Bd. III, S. 422 ff. Tübingen 1959.
- Kerstin Lundström: Polemik in den Schriften Melchior Hoffmans. Inszenierungen rhetorischer Streitkultur in der Reformationszeit. Stockholm 2015 (auch online verfügbar bei Stockholm University Press).
- Peter Kawerau, ed. (1972). «Hoffmann, Melchior». Neue Deutsche Biographie (NDB) (em alemão). 9. 1972. Berlim: Duncker & Humblot. pp. 389 et seq..
- Christian Neff, Werner O. Packull: Hoffman, Melchior (ca. 1495–1544?). In: Global Anabaptist Mennonite Encyclopedia Online (GAMEO).